# Lissodema morimotoi
Lissodema morimotoi is een keversoort uit de familie platsnuitkevers (Salpingidae). De wetenschappelijke naam van de soort werd in 1988 gepubliceerd door Sasaji.